# 宇郷重国
宇郷 重国（うごう しげくに、文政6年12月16日（1824年1月16日） - 文久2年閏8月22日（1862年9月15日））は江戸時代末期（幕末）の九条家の諸大夫。京都出身。通称は玄蕃頭、石見守、伊豆守。
木工権頭・宇郷重幸の子。天保2年（1831年）12月に諸大夫に取り立てられ、石見守・大舎人頭・内蔵権助・伊豆守を経て玄蕃頭となった。三条実万に知遇を得て、有志者として知られていたが、主人の九条尚忠の意向により、島田左近や長野主膳らと共に安政の大獄で志士の機密を探って幕吏への密告や、和宮降嫁実現に動いた。そのため尊王攘夷派の志士に狙われ、文久2年（1862年）閏8月22日の夜に九条家下屋敷内にあった住居で熊本藩士・堤松左衛門と薩摩藩士田中新兵衛に暗殺され、松原鴨河原において梟首された。